# Olga Martínez i García
Olga Martínez García (Barcelona, 4 de desembre de 1944) és una jugadora de basquetbol catalana, ja retirada.
Formada al Club Banesto, l'any 1969 va incorporar-se a la Unió Esportiva Mataró. Hi va jugar set temporades, guanyant tres lligues espanyoles de forma consecutiva i formant part del cinc inicial de l'equip juntament amb Carme Famadas i Joaquima Cot. Va ser internacional amb la selecció espanyola de bàsquet en tres ocasions. Entre d'altres reconeixements, ha sigut distingida com a Històrica del Bàsquet Català l'any 2012.

## Palmarès
- 3 Lligues espanyoles de bàsquet femenina: 1972-73, 1973-74, 1974-75